# Denise Boyer
Denise Boyer (París, 12 de setembre de 1946) és una filòloga i traductora francesa, especialista en llengua i literatura catalanes.

## Carrera professional
Va estudiar Hispàniques a la Sorbona i va obtenir l'«agrégation d'espagnol» l'any 1968. Primer fou professora a la Universitat d’Orleans (1996-2003). Després, successivament «assistante» (1970), «maître-assistant» (1981) i «maître de conférences» (1984) d'espanyol i català de la Universitat de París La Sorbona, s'hi va doctorar amb una tesi titulada L'œuvre en vers de Salvador Espriu - Essai de systématique (tesi doctoral, 1994). De l'any 2003 al 2009 hi va ocupar la càtedra de llengua i cultura catalanes i hi va dirigir el Centre d'Estudis Catalans. L'any 2007 va crear el «Séminaire d'études catalanes» (SEC) de l'equip de recerca Centre de Recherches Interdisciplinaires sur les mondes ibériques en contemporains (CRIMIC) de la Universitat La Sorbona, dirigit pel doctor Sadi Lakhdari, i la revista en línia Catalonia, que recull els treballs de les jornades d'estudi organitzades pel SEC. Des de l'any 2009 és catedràtica emèrita de la Universitat de París La Sorbona. I des de 2011 és membre corresponent de la Secció Filològica de l’Institut d’Estudis Catalans.

## Publicacions
Les seves publicacions i conferències tracten de poesia i novel·la del segle XX: Salvador Espriu, J.V. Foix, Narcís Comadira, Mercè Rodoreda, Gabriel Ferrater, Manuel de Pedrolo. Entre aquests treballs es poden esmentar especialment les investigacions i publicacions sobre l'obra d'Espriuː Lecture d’un poème d’Espriu (1977), L'espace vécu dans l’oeuvre poétique de Salvador Espriu (1982), L’oeuvre en vers de Salvador Espriu: essai de systématique (1994), Metres i rimes espriuencs (2003), i la traducció al francès feta en col·laboració, de Cementiri de Sinera, Les hores i Setmana Santa.
També ha estudiat aspectes de l’obra de J.V. Foixː Hommage a la memoire du poete catalan, (1987). I de Narcís Comadiraː Narcís Comadira, une poésie qui dit des choses (1989), De l'enigma a l’art de la fuga: la poesia de Narcís Comadira dels darrers vint anys (2003), de qui ha traduït també En quarantena (2005). Ha traduït també al francès obra de Miquel-Àngel Riera i Josep Maria Benet i Jornet. Ha signat també articles sobre literatura castellana –Manuel Vázquez Montalbán, García Lorca, Luis Martín-Santos o Valle-Inclán.
És membre del consell assessor de les revistes Els Marges, Anuari TRILCAT- Estudis de traducció, recepció i literatura catalana i Indesinenter.

## Guardons
Ha estat guardonada amb el Premi Internacional Ramon Llull (2009) i el Premi Batista i Roca (2016).